# Aquil·les
|  | Per a altres significats sobre Aquil·les, vegeu «Aquil·les (desambiguació)». |

Aquil·les o Aquil·leu (grec antic: Ἀχιλλεύς, Akhil·leus, llatí: Achilles) és un dels herois més coneguts de la mitologia grega; va participar en la Guerra de Troia, i és el protagonista de la Ilíada d'Homer.

## Infantesa
La versió més coneguda diu que Tetis va submergir el seu fill a les aigües de l'Estix, que tenien la propietat de concedir la immortalitat a qui s'hi banyava. Però mentre l'hi submergia, Tetis va haver d'agafar el nen pel taló dret, i aquesta va ser l'única part del cos que no s'hi va mullar i, per tant, va quedar vulnerable.
Una altra versió explica que Tetis els aplicava un tractament màgic que consistia a submergir-los en ambrosia durant el dia i purificar-los durant la nit. D'aquesta manera, Tetis ja havia matat els seus sis primers fills, que no sobrevivien al tractament. Peleu no tenia coneixement de les activitats de la seva dona però, com que ja començava a sospitar, en néixer Aquil·les la va espiar i va ser a temps d'aturar-la. La interrupció del ritual va fer que l'os del peu dret del nen quedés cremat. Això ho va arreglar Quiró, el famós centaure expert en medicina, que li va substituir l'os cremat pel del gegant Damis, que en vida havia estat un veloç corredor. Això explicaria la rapidesa d'Aquil·les.
Després d'aquest incident, Tetis i Peleu s'haurien separat i cap dels dos es va voler ocupar del nen, o sigui, que al final l'educador d'Aquil·les va ser el centaure. Quiró el va instruir molt bé, tant físicament com intel·lectualment, i va ser qui li va donar el nom d'Aquil·les (fins al moment el seu nom hauria estat Ligiró).
Quan Aquil·les ja era un adolescent, es va traslladar a la cort del seu pare, a Ftia i allà va conèixer Pàtrocle, que a partir de llavors seria el seu millor amic durant tota la vida.

## La Guerra de Troia
La part més coneguda de la vida d'Aquil·les és la que té a veure amb la seva participació en la Guerra de Troia; sobretot, gràcies al relat que en va deixar Homer en la Ilíada.
Abans de començar la Guerra de Troia, Tetis ja sabia que Aquil·les moriria durant el seu decurs. És per això que el va enviar a la cort del rei Licomedes, on s'amagà fent-se passar per dona amb el nom de Pirra. Durant la seva estada, es va casar secretament amb la princesa Deidamia, qui li va donar un fill anomenat Neoptòlem. Després de nou anys, els aqueus van assabentar-se que no podrien prendre Troia si Aquil·les no participava en la guerra; o sigui, que Odisseu va anar a cercar-lo a l'illa d'Esciros, on vivia disfressat de noia amb les filles del rei. En arribar, va oferir-los joies i una espasa; totes les noies van córrer cap a les joies llevat d'una, que es va quedar mirant l'espasa. D'aquesta manera, Odisseu va reconèixer Aquil·les i el feu acompanyar cap a la Tròada.
Una altra versió diu que Aquil·les va desobeir els seus pares i va decidir anar a Troia sabent que moriria, perquè preferia morir lluitant que no lluitar.
Atès que durant els primers nou anys de guerra no va passar res de remarcable, una versió o l'altra no tenen gaire importància. La qüestió és que, al final, Aquil·les es va dirigir cap a Troia juntament amb la seva tropa de mirmídons. Portava Automedont d'auriga.

## Aquil·les en laIlíada
La Ilíada explica els fets del desè i darrer any de guerra. Homer presenta Aqui·les com l'heroi perfecte. És el més valent, el més fort i el més ràpid de tots els guerrers aqueus i troians. La participació d'Aquil·les és fonamental, perquè és l'únic que pot contenir els atacs troians.
Homer comença explicant que s'havia estès entre els grecs una terrible epidèmia de pesta. El causant és Apol·lo, que està enfadat perquè Agamèmnon ha raptat Criseida, la filla de Crises, sacerdot del déu. Els aqueus, encapçalats per Aquil·les, obliguen Agamèmnon a tornar la noia al seu pare. Però Agamèmnon decideix venjar-se agafant Briseida, la concubina d'Aquil·les. L'heroi intenta primer matar Agamèmnon, però Atena el calma i el fa desistir de la idea. Llavors, Aquil·les proclama que no lluitarà més si el rei no li torna Briseida.
A més, durant una visita al temple neutral d'Apol·lo, s'enamora de la filla de Príam, Políxena, i demana la mà de la jove a Hèctor. Aquest la hi concedeix a canvi de trair els grecs, però Aquil·les s'hi nega.
Tetis demana a Zeus que concedeixi la victòria als troians, així quedarà clar que els aqueus sense Aquil·les no són res i l'honor del seu fill quedarà ben alt. Zeus així ho fa i els aqueus comencen a perdre batalla rere batalla. Al final, Agamèmnon controla el seu orgull i accedeix a suplicar a l'heroi que torni a lluitar. Però Aquil·les encara no cedeix. Mentrestant, el troià Hèctor s'acosta als vaixells i Pàtrocle, vestit amb l'armadura d'Aquil·les, surt a desafiar-lo. Hèctor, que és el millor dels guerrers troians, dona mort a Pàtrocle.
Llavors Aquil·les s'ho repensa, es reconcilia amb Agamèmnon i decideix tornar al camp de batalla. Enfadat per la mort del seu amic, lluita amb més fúria que mai, i mata molts enemics fins que només Hèctor gosa plantar-li cara. Llavors, Zeus ordena a Apol·lo que abandoni Hèctor mentre que Atena continua ajudant Aquil·les. La lluita és ferotge, però finalment Aquil·les aconsegueix matar el seu enemic.
Després de matar-lo, Aquil·les lliga el cadàver d'Hèctor al seu carro i l'arrossega al voltant de les muralles de Troia durant 12 dies, en venjança per la mort de Pàtrocle. Això no agrada gens als déus, que demanen a Tetis que convenci el seu fill perquè pari. Finalment, Aqui·les torna el cos sense vida d'Hèctor al seu pare Príam. I així acaba la participació d'Aquil·les en la Ilíada.

### L'escut
Un dels passatges més coneguts de la Ilíada és la descripció de l'escut d'Aquil·les, motiu que reapareix en altres obres posteriors. Aquest escut, pesant i luxós, contenia en imatges el pensament i la vida gregues: al centre estaven els astres; després dues ciutats, la de la pau (amb escenes d'un casament i un judici) i la de la guerra; envoltant-les, escenes de recursos naturals que simbolitzen la riquesa i l'entorn; en un altre cercle, la dansa de diversos personatges, en representació de les arts i, per acabar, l'oceà que tanca l'escut circular.

## La mort d'Aquil·les
Malgrat la mort d'Hèctor, principal heroi troià, la guerra va continuar. Aquil·les també va continuar lluitant i matant molts enemics. Una llegenda conta que Pentesilea, reina de les amazones, que havia acudit a ajudar els troians, es va enfrontar amb Aquil·les i aquest la va matar. Un cop morta, Aquil·les se'n va enamorar, però llavors ja era massa tard. L'última victòria de l'heroi va ser davant de Mèmnon d'Etiòpia.
Aquella mateixa nit, Aquil·les es troba amb Políxena i tenen una nit d'amor al temple d'Apol·lo. Políxena va dir-li al seu germà Paris quin era el punt feble d'Aquil·les (ell mateix li havia dit) i Paris li va disparar una fletxa al taló dret i el va ferir mortalment. Segons certes versions, la fletxa hauria estat dirigida per Apol·lo, o fins i tot disparada pel mateix déu.
En honor d'Aquil·les, els aqueus van celebrar uns grans funerals i van construir un enorme túmul a la platja de Troia. Tanmateix, Tetis es va emportar el seu fill a l'illa Blanca (o Leuce) i allà el va fer immortal.